# 中央站 (京畿道)
中央站（：／ Jungang yeok */?）是首都圈电铁4号线與首都圈電鐵水仁·盆唐線共線區間沿線的一座高架車站，位於韓國京畿道安山市檀園區古棧洞，韓語副站名是「首爾藝術大學」（서울예술대학교）。廣域鐵道新安山線開通後，本站將成為三線交會的轉乘車站。

## 車站構造
兩線共用站體，為2面2線側式月台的高架車站，候車月台設有月台幕門，並有2處出口。

### 月台配置
| ↑ 漢陽大學 |
| \| ２      |
| 古棧 ↓     |

| 月台 | 路線                   | 目的地                         |
| ---- | ---------------------- | ------------------------------ |
| 1    | ●首都圈電鐵水仁·盆唐線 | 水原、竹田、往十里、清涼里方向 |
| 1    | ●首都圈电铁4号线       | 舍堂、首爾站、堂嶺方向         |
| 2    | ●首都圈電鐵水仁·盆唐線 | 烏耳島、松島、仁川方向         |
| 2    | ●首都圈电铁4号线       | 安山、正往、烏耳島方向         |

## 歷史
- 1988年10月25日：安山線站體落成啟用。
- 1994年4月1日：首都圈电铁4号线開始運行。
- 2020年9月12日：首都圈電鐵水仁·盆唐線開通，並與首都圈电铁4号线共線。

## 車站周邊
- 安山綜合巴士客運站（朝鲜语：안산종합버스터미널）
- 首爾藝術大學安山校區
- 京安高校
- 松湖中學
- 安山市政府
- 安山中央站羅德奧街
- 樂天百貨安山店
- Newcore Outlet（朝鲜语：뉴코아아울렛）安山店

## 圖片

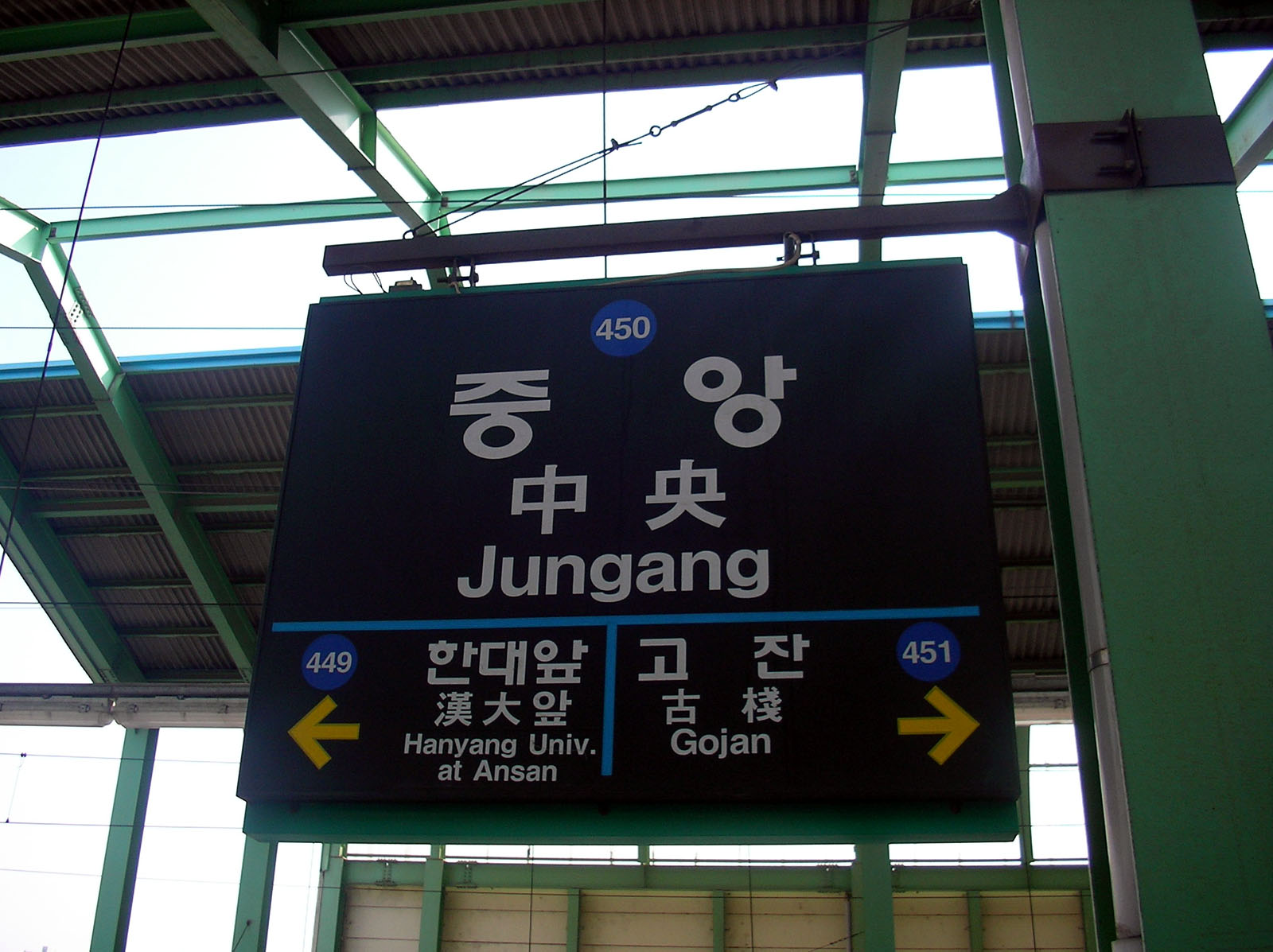
站名牌（更換前）
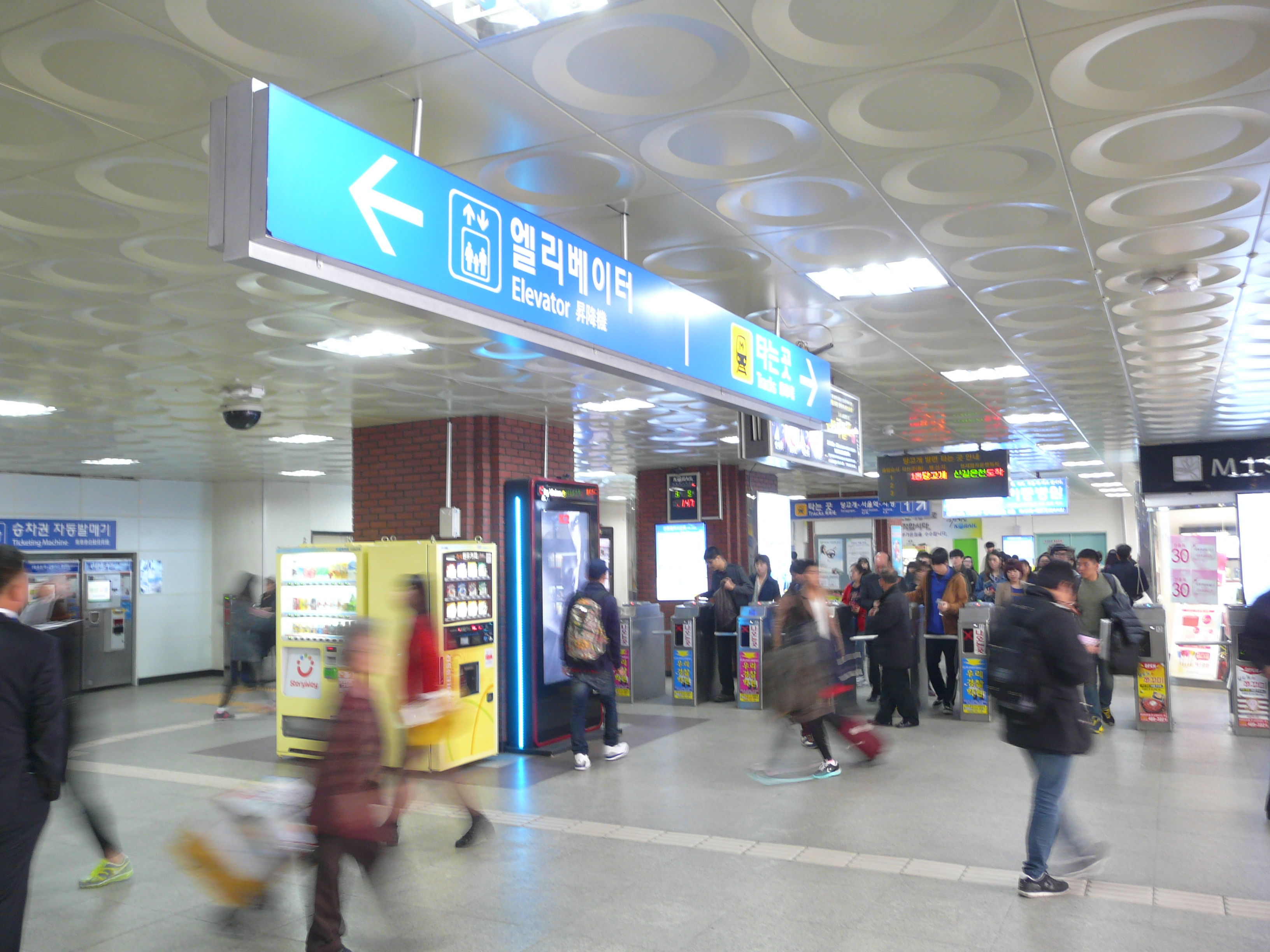
車站大廳
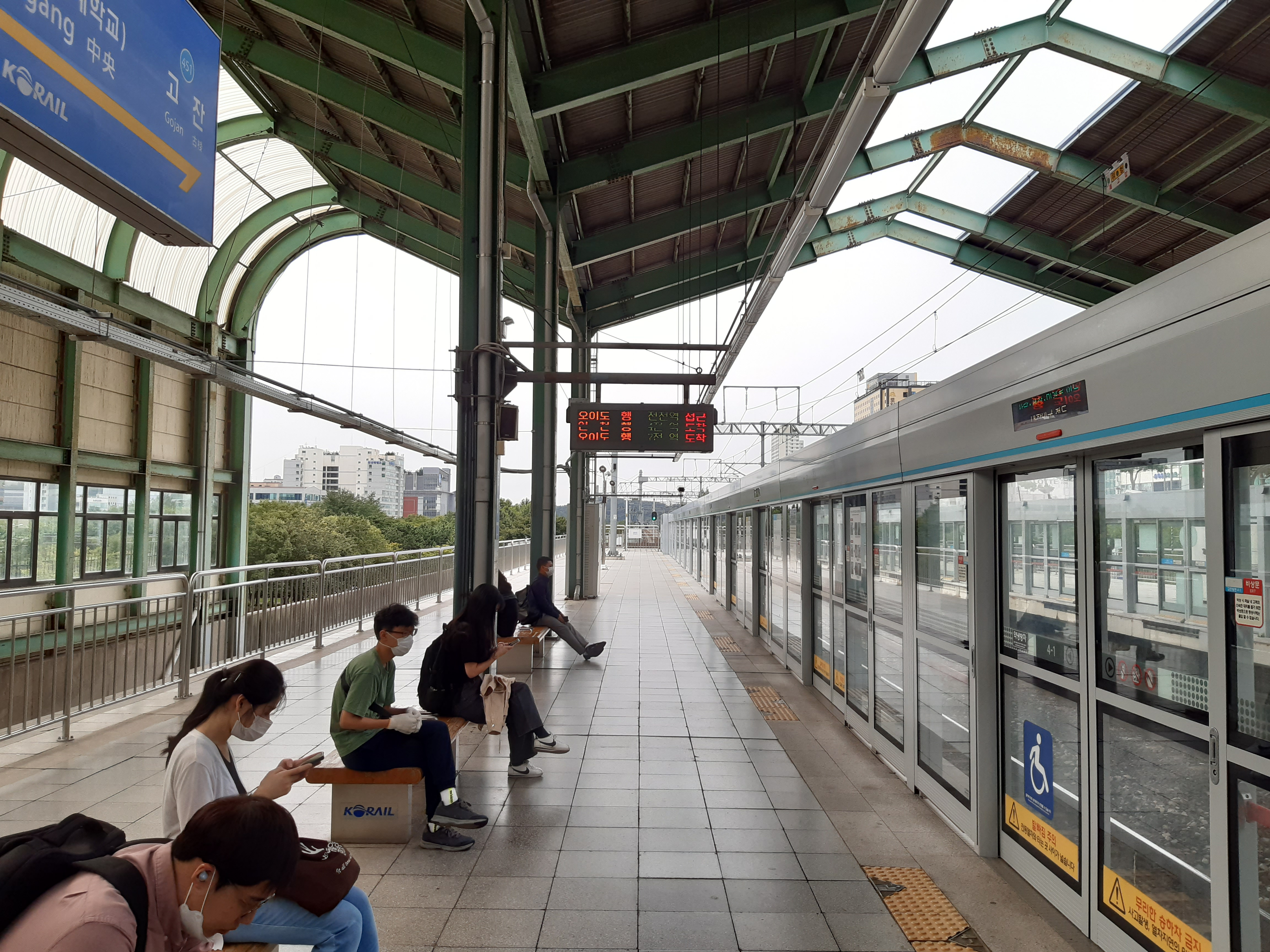
候車月台
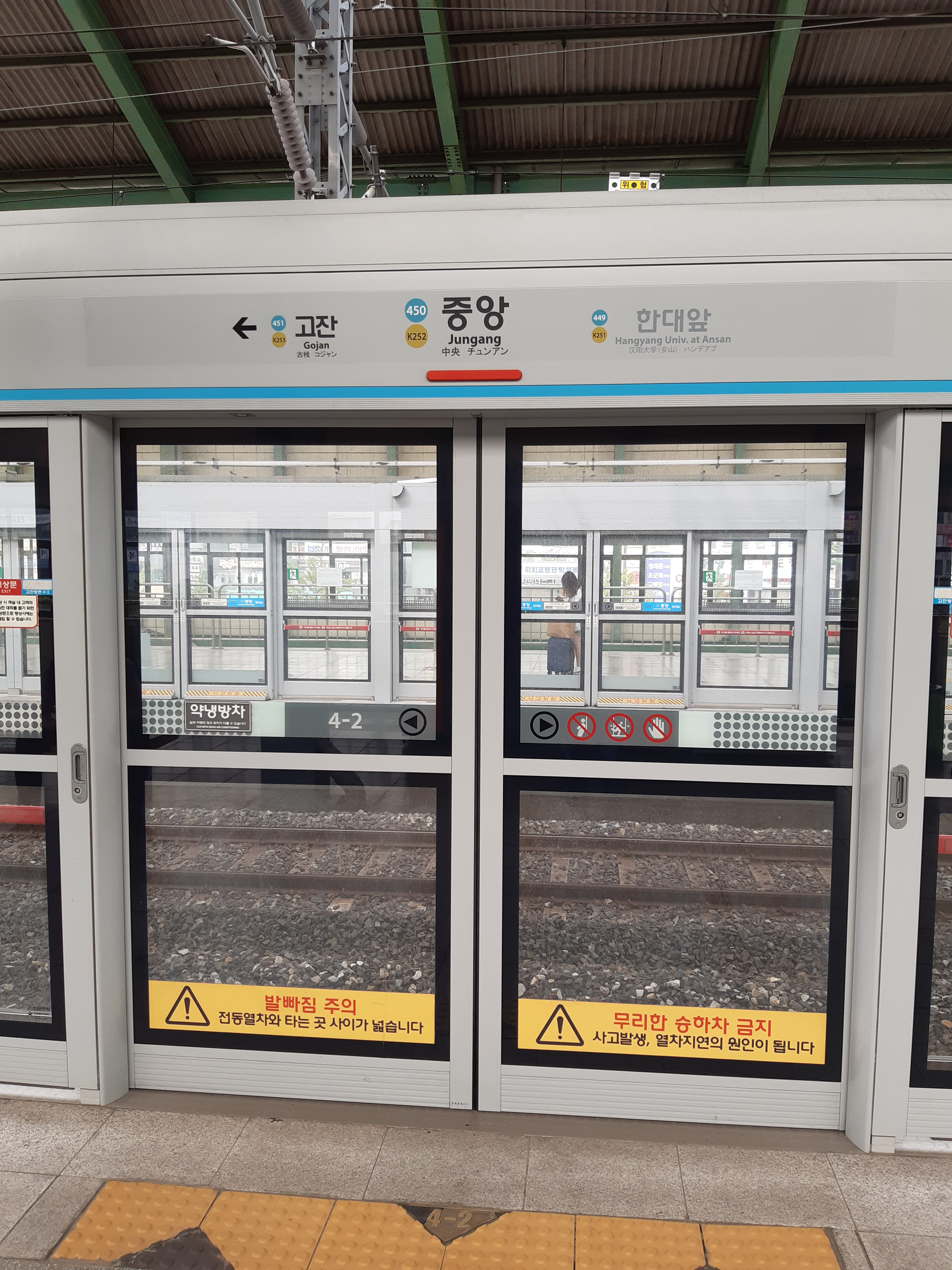
月台門
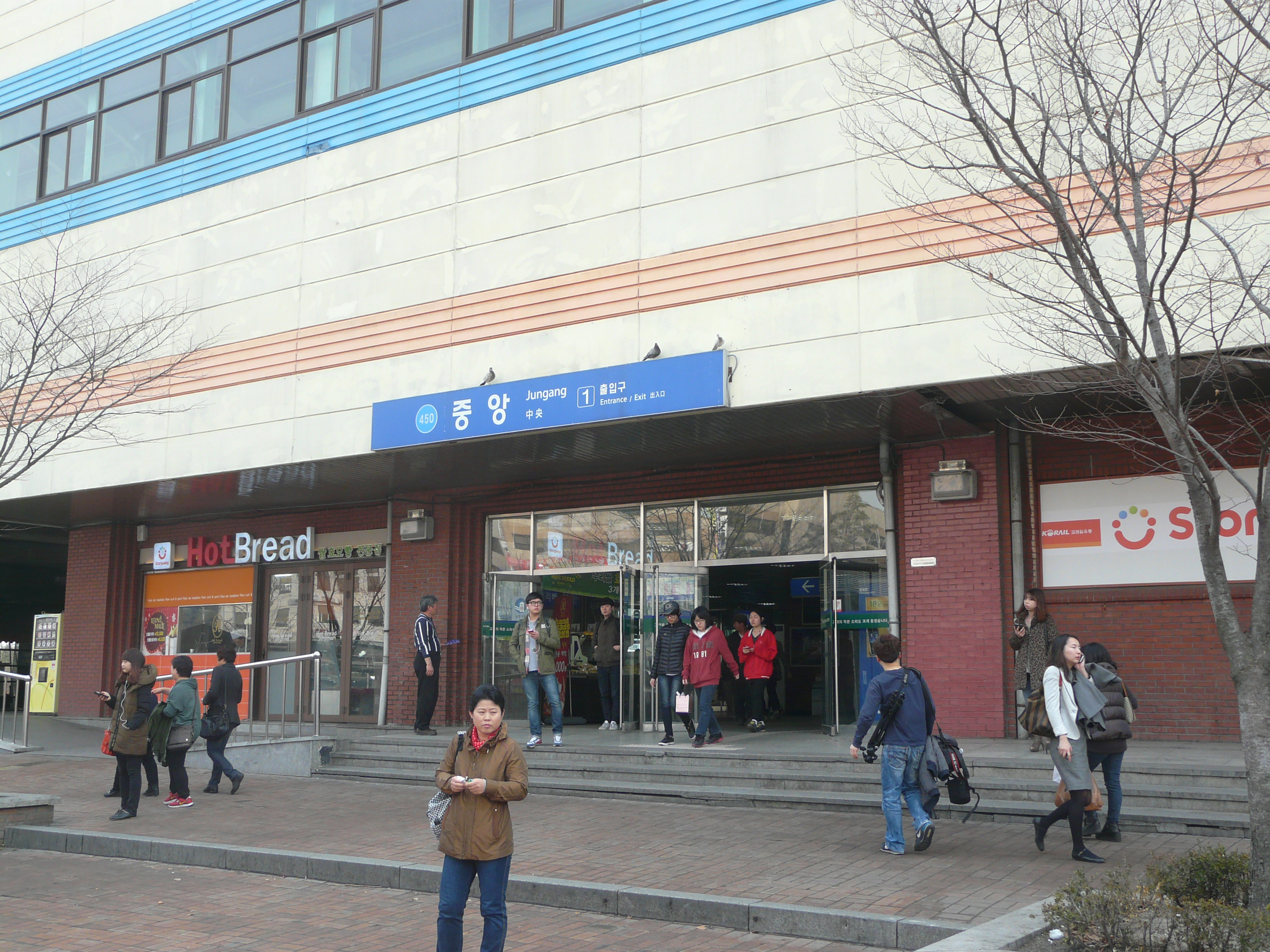
1號出口
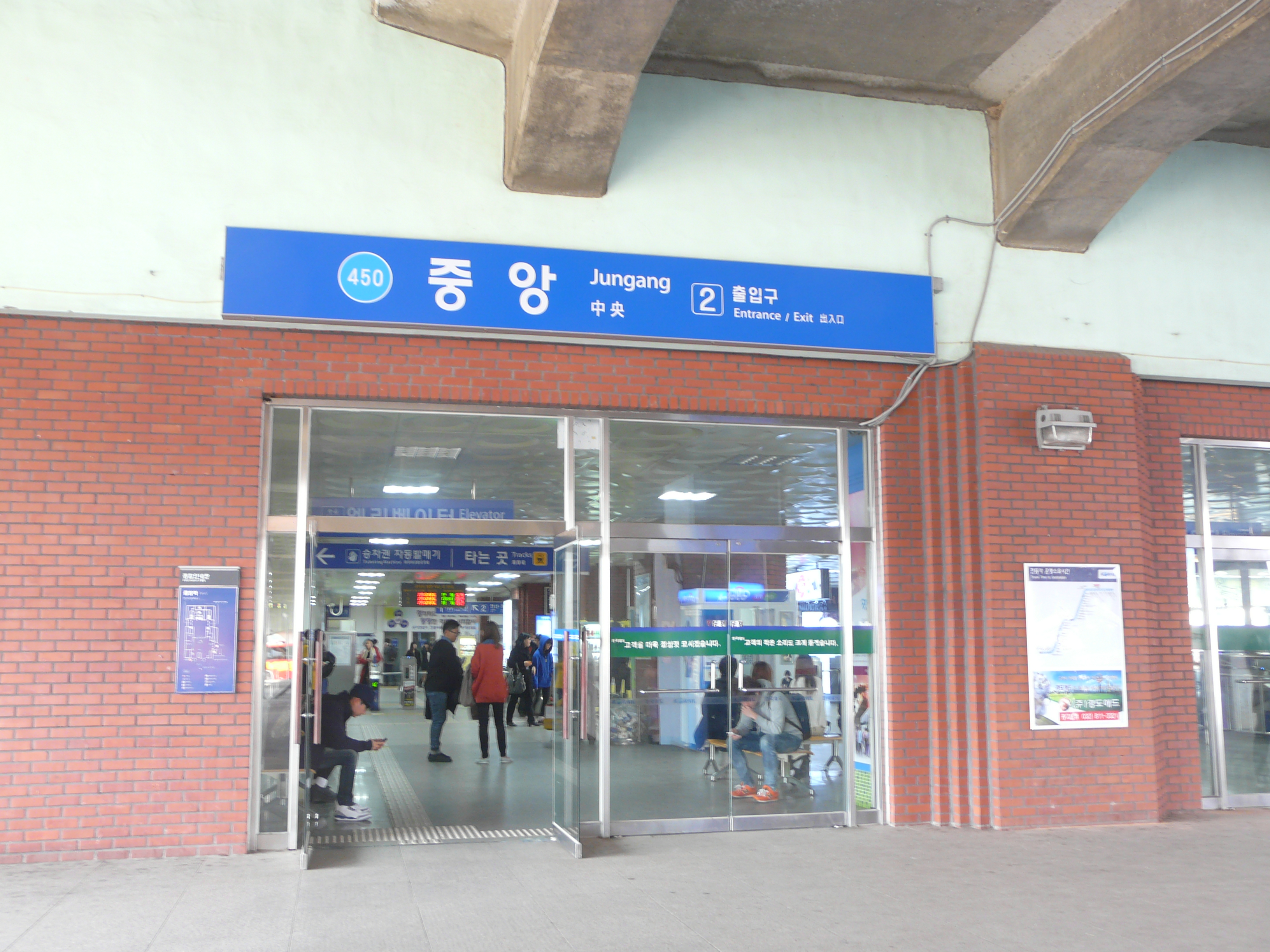
2號出口
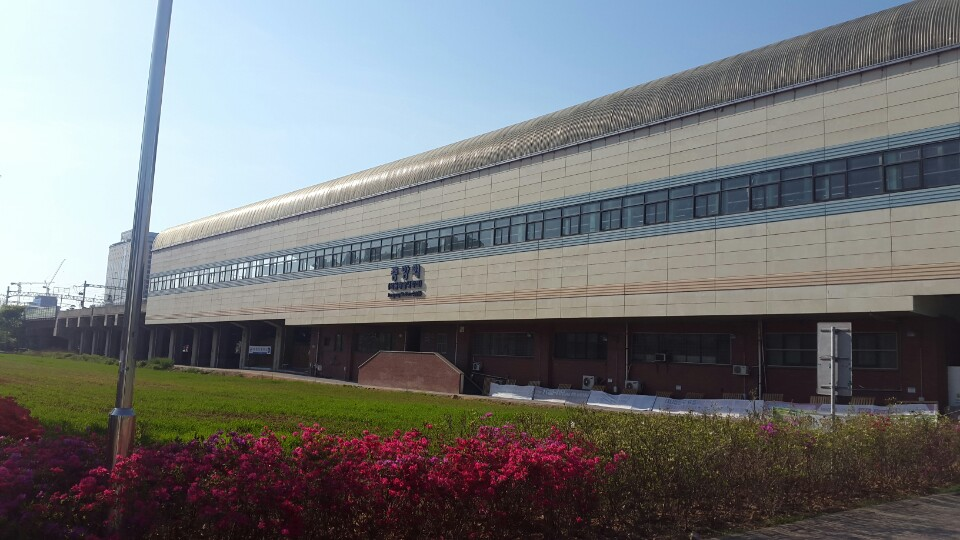
車站建築
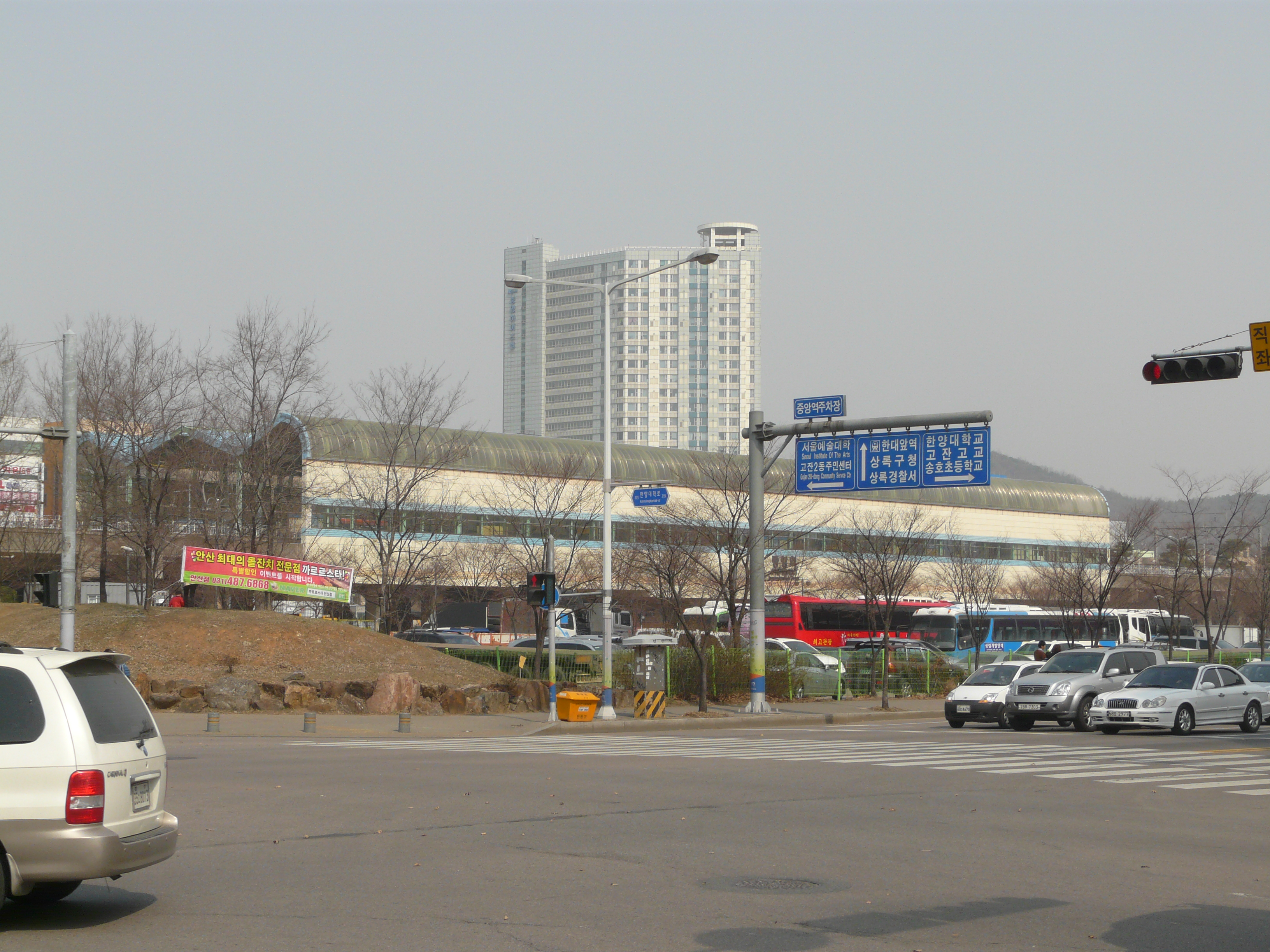
車站建築
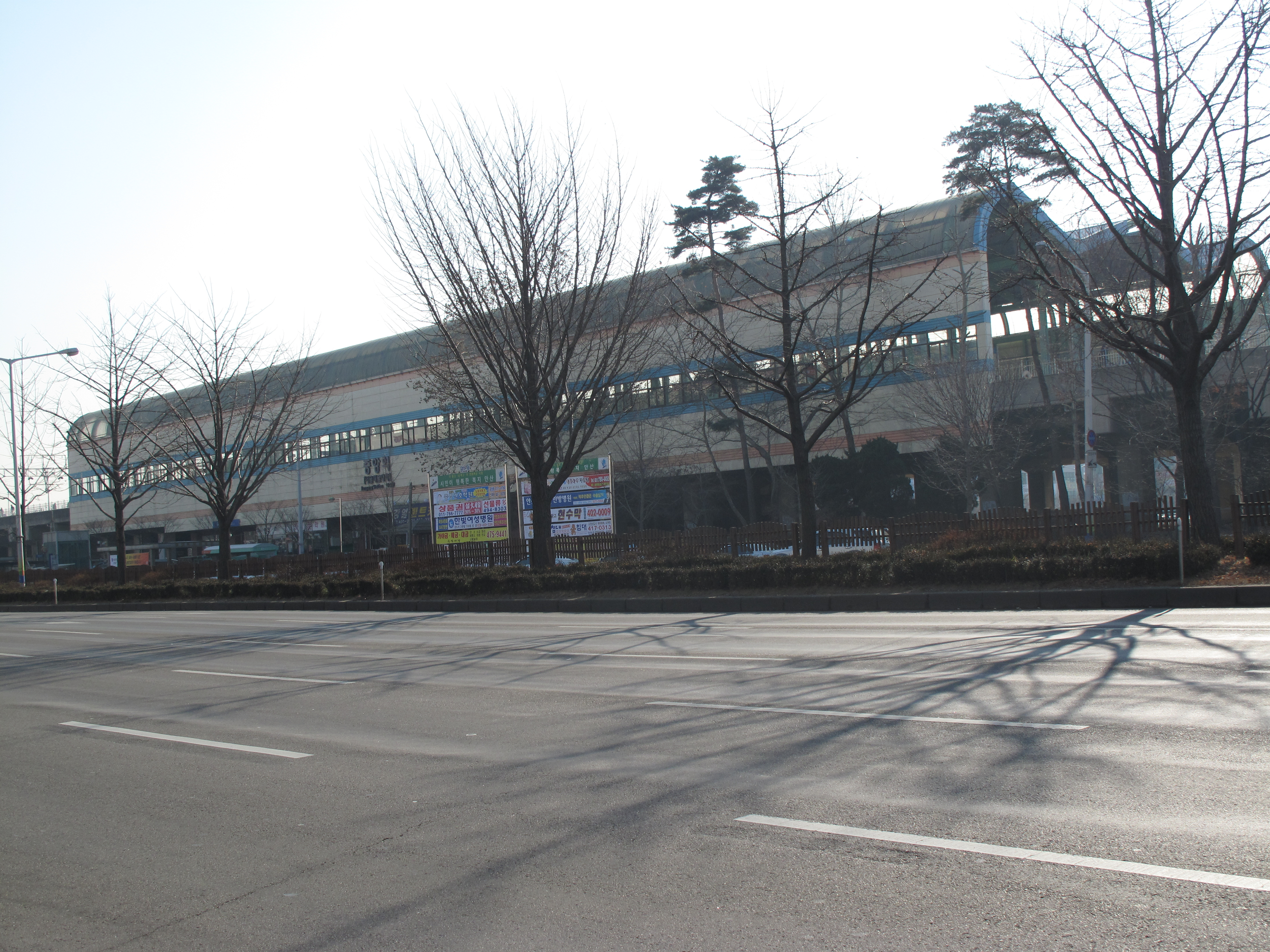
車站建築
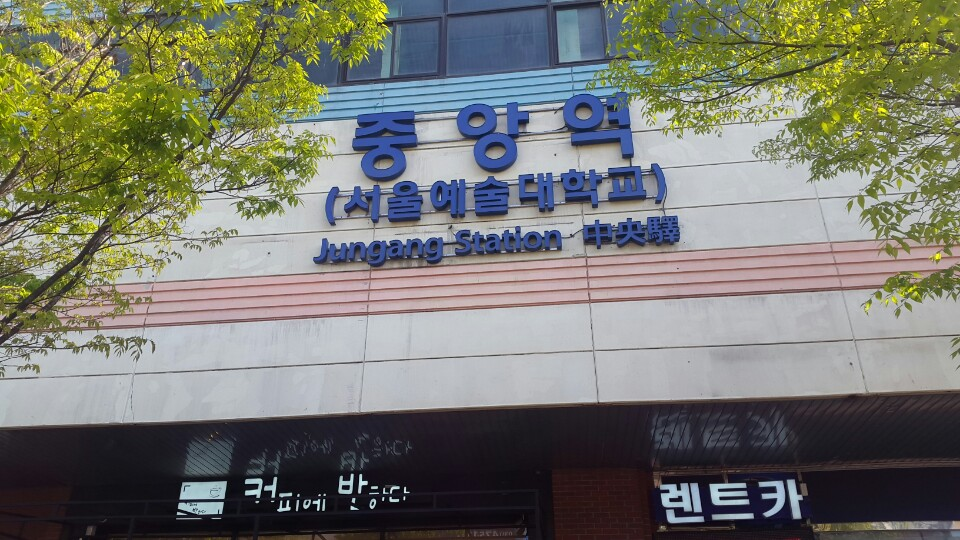
站名標示
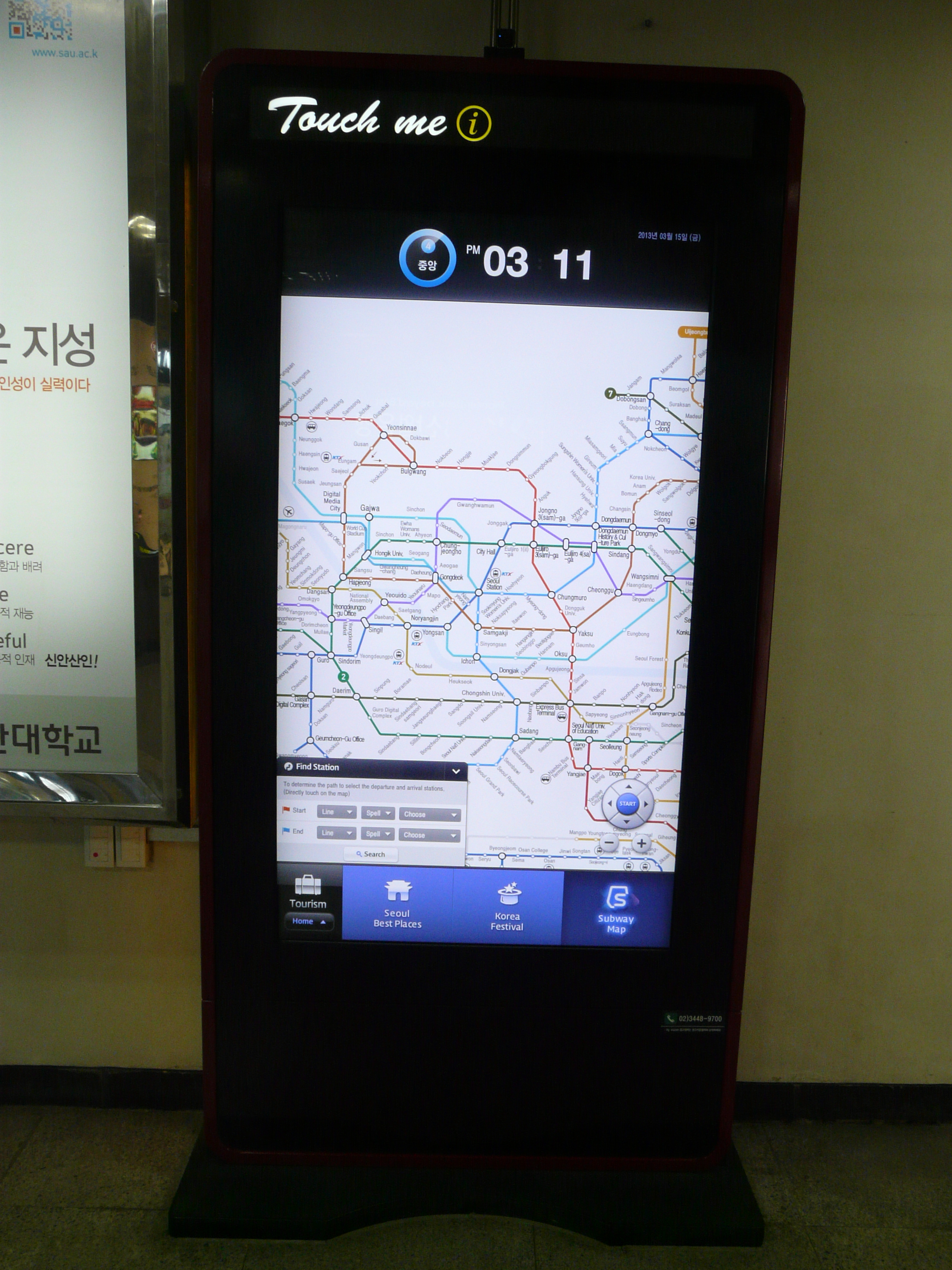
站內觸控式地圖
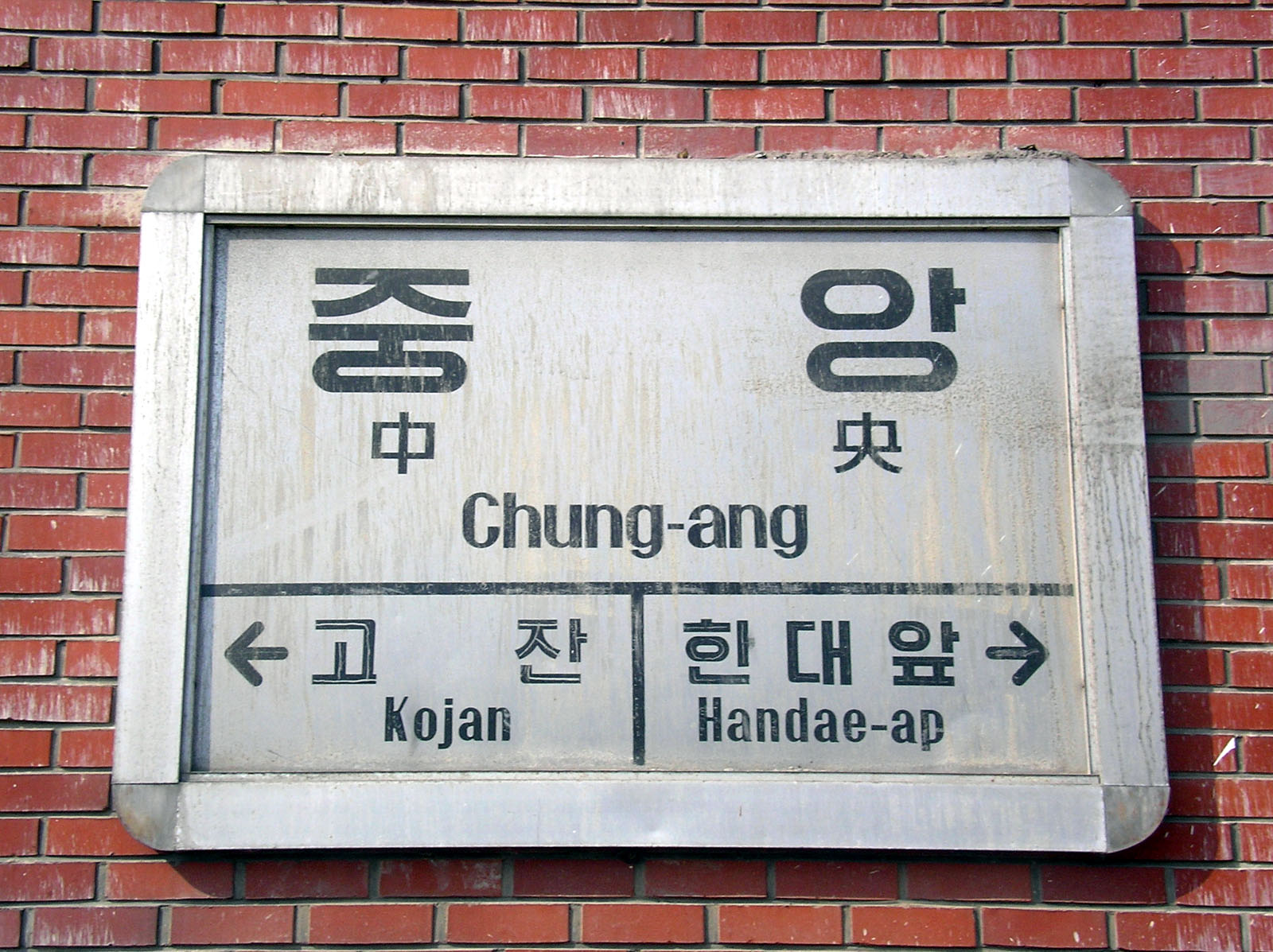
舊式站牌

## 相鄰車站
韓國鐵道公社
●首都圈电铁4号线
急行
常綠樹（448）－中央（450）－草芝（452）
緩行
漢陽大學（449）－中央（450）－古棧（451）
●首都圈電鐵水仁·盆唐線
漢陽大學（K251）－中央（K252）－古棧（K253）